# Горюнов, Иван Семёнович
Горюно́в Ива́н Семёнович (1869—1932) — инженер-механик, военный педагог, конструктор механической части первой в России подводной лодки «Дельфин», генерал-майор.

## Биография
Горюнов Иван Семёнович родился 17 января 1869 года в деревне Закуп Духовщинского уезда Смоленской губернии.
В 1886 году поступил Техническое училище Морского ведомства в Кронштадте, которое окончил в 1890 году.
В 1894 году младший инженер-механик Горюнов И. С. окончил механическое отделение Николаевской морской академии и назначен преподавателем Техническое училище Морского ведомства.
С 19 декабря 1900 по октябрь 1901 года вместе с кораблестроителями И. Г. Бубновым и М. Н. Беклемишевым старший инженер-механик Горюнов И. С. состоял в комиссии по проектированию первой подводной лодки России «Дельфин» и отвечал за проектирование и строительство её механической части. В начале октября 1901 года И. С. Горюнов прервал свою работу в комиссии и вернулся на преподавательскую работу в Морское инженерное училище Императора Николая I, а также он был назначен отделенным начальником (ротным командиром) училища.
За участие в проектировании и строительстве подводной лодки «Дельфин» в 1904 году И. С. Горюнов был произведён в старшие инженер-механики (с 1905 года переименован в подполковники) и получил три тысячи наградных рублей.
6 декабря 1909 года присвоено звание полковник.
С 18 мая 1915 года по 1917 год заведующий строительной и хозяйственной частью Морского инженерного училища.
28 июля 1917 года за отличие по службе произведён в генерал-майоры.
Иван Семёнович Горюнов умер в 1932 году.

## Семья
Иван Семёнович Горюнов был дважды женат имел 8 детей. 
Первой женой И. С. Горюнова стала Надежда Николаевна Зарубина (1864—1897 [?]), дочь морского офицера.  
От этого брака было пятеро детей, но трое младших умерли в младенчестве, а при последних родах скончалась и мать. 
Сыновья:
- Федор Иванович Горюнов (1888—1917), инженер-механик в Севастополе[2].
- Николай Иванович Горюнов (1890—1930), главный инженер по судоподъёму в Севастополе[2]; в 1920—1927 годах — главный корабельный инженер Севастопольского порта, работал в ЭПРОН. С 1927 года — заместитель директора Севастопольского морского завода. Арестован в 1929 году, расстрелян в 1930. Реабилитирован в 1970 году[3].

Вторым браком И. С. Горюнов был женат на Раисе Николаевне Зарубиной (1878—1942), младшей сестре своей первой жены (получив специальное разрешения в Священном Синоде). В этом браке было девять детей.
Сыновья:
- Алексей Иванович Горюнов (1899—1974), военный медик[2]
- Иван Иванович Горюнов (1901—1941), музыковед-этнограф[2]
- Василий Иванович Горюнов (1905-не позднее 1942), инженер-механик, окончил в Москве Институт стали и сплавов, работал на автомобильном заводе ЗИС[2].
- Дмитрий Иванович Горюнов (1907—1997), специалист в области аэродромного строительства[2].
- Семён Иванович Горюнов (1912—1962), инженер-гидростроитель[4]; его сын — архитектор и теоретик архитектуры Василий Семёнович Горюнов (1942—2018)[2].
- Сергей Иванович Горюнов (1917—1942), радист[2].
- Илья Иванович Горюнов (1921—1968), геолог-нефтяник[2].

Дочери:
- Елена Ивановна Горюнова (1903—после 1986)
- Татьяна Ивановна Горюнова (1909—1992)[2].